# Gunnar Asmussen
Gunnar Henry Asmussen (Århus, 10 de mayo de 1944) es un deportista danés que compitió en ciclismo en la modalidad de pista, especialista en la prueba de persecución por equipos.
Participó en dos Juegos Olímpicos de Verano, en los años 1968 y 1972, obteniendo una medalla de oro en México 1968, en la prueba de persecución por equipos (junto con Reno Olsen, Mogens Jensen y Per Lyngemark).

## Medallero internacional
| Juegos Olímpicos | Juegos Olímpicos          | Juegos Olímpicos | Juegos Olímpicos        |
| Año              | Lugar                     | Medalla          | Competición             |
| ---------------- | ------------------------- | ---------------- | ----------------------- |
| 1968             | Ciudad de México (México) | Medalla de oro   | Persecución por equipos |